# Colpodium himalaicum
Colpodium himalaicum är en gräsart som först beskrevs av Joseph Dalton Hooker, och fick sitt nu gällande namn av Norman Loftus Bor. Colpodium himalaicum ingår i släktet Colpodium, och familjen gräs. Inga underarter finns listade i Catalogue of Life.